# MAZ 103T
MAZ 103T — 12-metrowy, niskopodłogowy trolejbus miejski, który jest produkowany w białoruskich zakładach MAZ. Projekt powstał w 1999 roku, a pierwszy model wyprodukowano w 2000 roku. Pojazdy tego typu eksploatowane są obecnie w Rosji, na Białorusi, Ukrainie oraz (licencyjna wersja) na Węgrzech.

## Modyfikacje

### MAZ-ETON 103T
To odmiana trolejbusu MAZ 103T. Posiada ona wyposażenie elektryczne firmy ETON. Trolejbusy tej modyfikacji są eksploatowane w Mińsku.

### GANZ-MAZ 103T
Typ GANZ-MAZ 103T to z kolei trolejbus posiadający pudło z fabryki MAZu, a osprzęt elektryczny z węgierskiej firmy Ganz. Dotychczas zmontowano dwie sztuki: jedna znajduje się w Debreczynie, a druga jest testowana w Rydze.

### SWARZ 6235.00
Odmiana produkowana przez moskiewską firmę SWARZ. Posiada pudło białoruskiego 103T, jedną z różnic jest zastosowanie innej ściany członowej. Obecnie w eksploatacji znajduje się 18 trolejbusów tego typu, wszystkie są użytkowane w Moskwie.

### AKSM-221
Trolejbusy pod takim oznaczeniem są produkowane na licencji przez białoruski Biełkommunmasz.